# Draž
 Draž  è un comune della Croazia di 3 356 abitanti della Regione di Osijek e della Baranja.